# Белый орикс
Белый орикс, или арави́йский о́рикс (лат. Oryx leucoryx) — антилопа из рода сернобыков, ранее широко распространённая в пустынях и полупустынях западной Азии.

## Внешний вид
Аравийский орикс является самым малым из всех видов ориксов, и его высота в холке составляет лишь от 80 до 100 см. Вес аравийского орикса насчитывает до 70 кг. Шерсть очень светлая. Ноги и нижняя сторона тела желтоватые, порой даже бурые. У каждого аравийского орикса на лице своеобразный тёмно-коричневый узор наподобие маски. У обоих полов очень длинные, почти ровные рога длиной от 50 до 70 см.

## Поведение

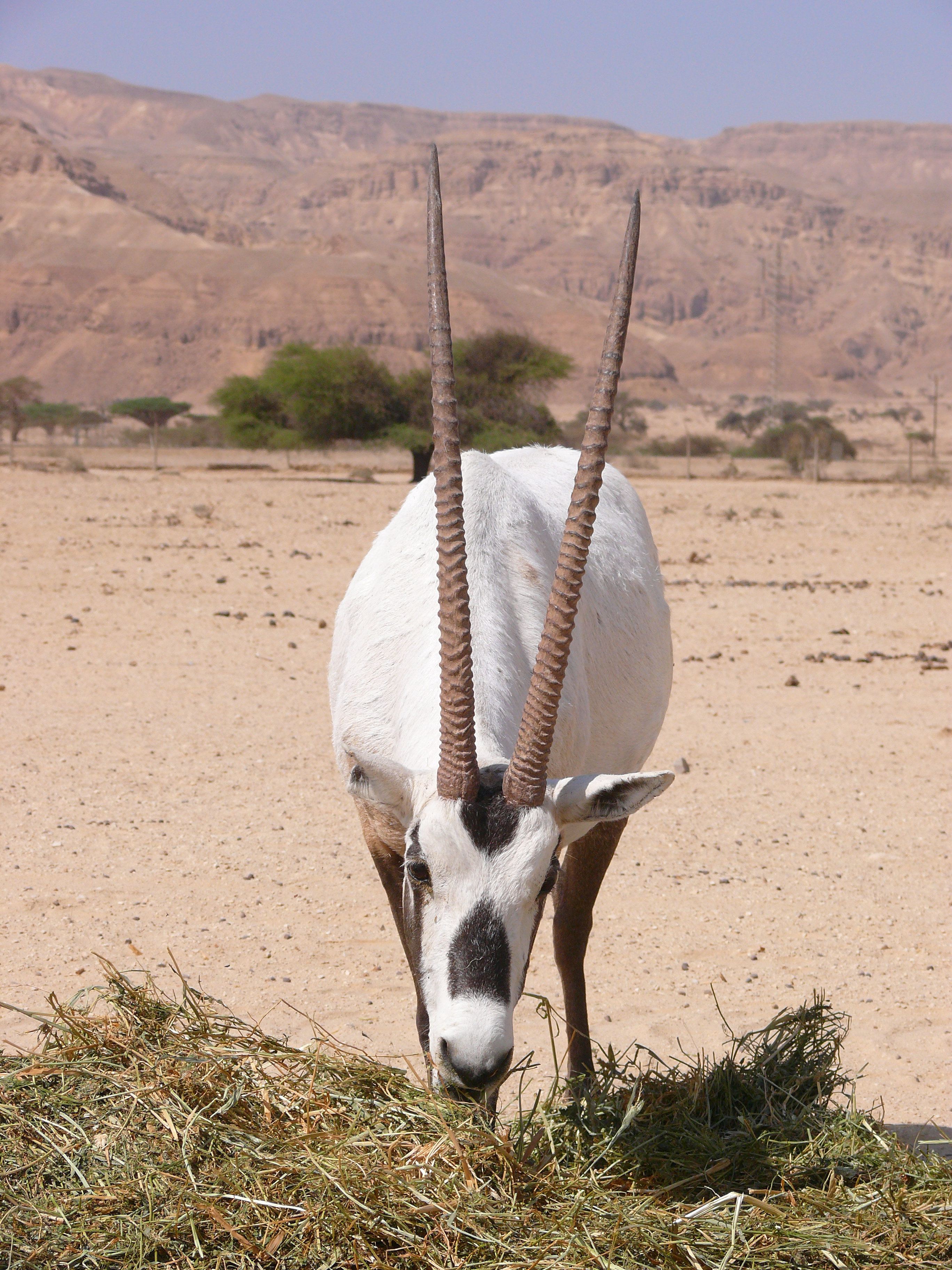
Аравийский орикс

Аравийский орикс идеально приспособлен к жизни в пустыне. Отражающая солнечные лучи окраска шерсти защищает его от жары. При нехватке воды и высоких температурах аравийские ориксы могут увеличивать температуру тела до 46,5 °C, а ночью она опускается до 36 °C. Благодаря этому снижается потребность в воде. При выделении кала и мочи эти животные также теряют весьма мало жидкости. Температура крови, которой снабжается мозг, снижается уникальной системой капилляр в сонной артерии.
Аравийские ориксы питаются травами, листьями и почками и спокойно выносят несколько дней без принятия жидкости. Потребность в ней они, при отсутствии близких водоёмов, покрывают частично слизыванием росы или влаги, осевшей на шерсти своих сородичей. Ежедневное питьё воды необходимо лишь беременным особям. Аравийские ориксы умеют чувствовать дождь и свежую траву и двигаться в нужном направлении. В дневное время эти животные отдыхают.
Самки и молодняк живут в группах, состоящих в среднем из пяти особей. Отдельные стада «владеют» пастбищами площадью более чем 3 000 км². Самцы ведут одиночный образ жизни, защищая ареалы до 450 км².

## Исчезновение в дикой природе и реинтродукция
Изначально аравийский орикс был распространён от Синайского полуострова до Месопотамии, а также Аравийского полуострова. Уже в XIX веке он почти везде исчез, а его ареал ограничивался несколькими отдалёнными от цивилизации областями на юге Аравийского полуострова. Прежде всего, аравийский орикс ценился из-за его шкуры и мяса, также вытеснялся стадами домашнего скота. Помимо этого, туристам доставляло удовольствие охотиться на них из винтовок прямо из автомобилей, в результате чего к 1972 году все живущие на свободе животные были полностью истреблены.
Была запущена всемирная программа по разведению аравийских ориксов, основанная лишь на небольшой группе животных из зоопарков и частного владения. Её результаты были весьма успешными. В то же время в арабских странах начало меняться отношение к охране природы. Аравийский орикс был вновь выпущен в дикую природу в Омане (1982), Иордании (1983), Саудовской Аравии (1990) и ОАЭ (2007). Небольшие группы были ввезены также в Израиль и Бахрейн. Программа по внедрению аравийских ориксов в дикую природу связана с большим трудом и финансовыми расходами, так как эти животные привозятся нередко с других континентов и лишь постепенно подготавливаются к выживанию в дикой среде.
МСОП всё ещё оценивает аравийского орикса как состоящего под угрозой. В Омане на него продолжается браконьерская охота и с момента внедрения популяция вновь снизилась с 500 до 100 особей. ЮНЕСКО в 2007 году удалило заповедные территории, на которых обитают аравийские ориксы, из списка Всемирного наследия, так как правительство Омана решило сократить их на 90 процентов. Это первое в истории удаление из списка.
В отличие от ситуации в Омане, динамика популяции аравийских ориксов в Саудовской Аравии и Израиле обнадёживающая. В Абу-Даби до 2012 года планируется поселить около 500 животных в новом заповеднике.